# موزدایی مومی

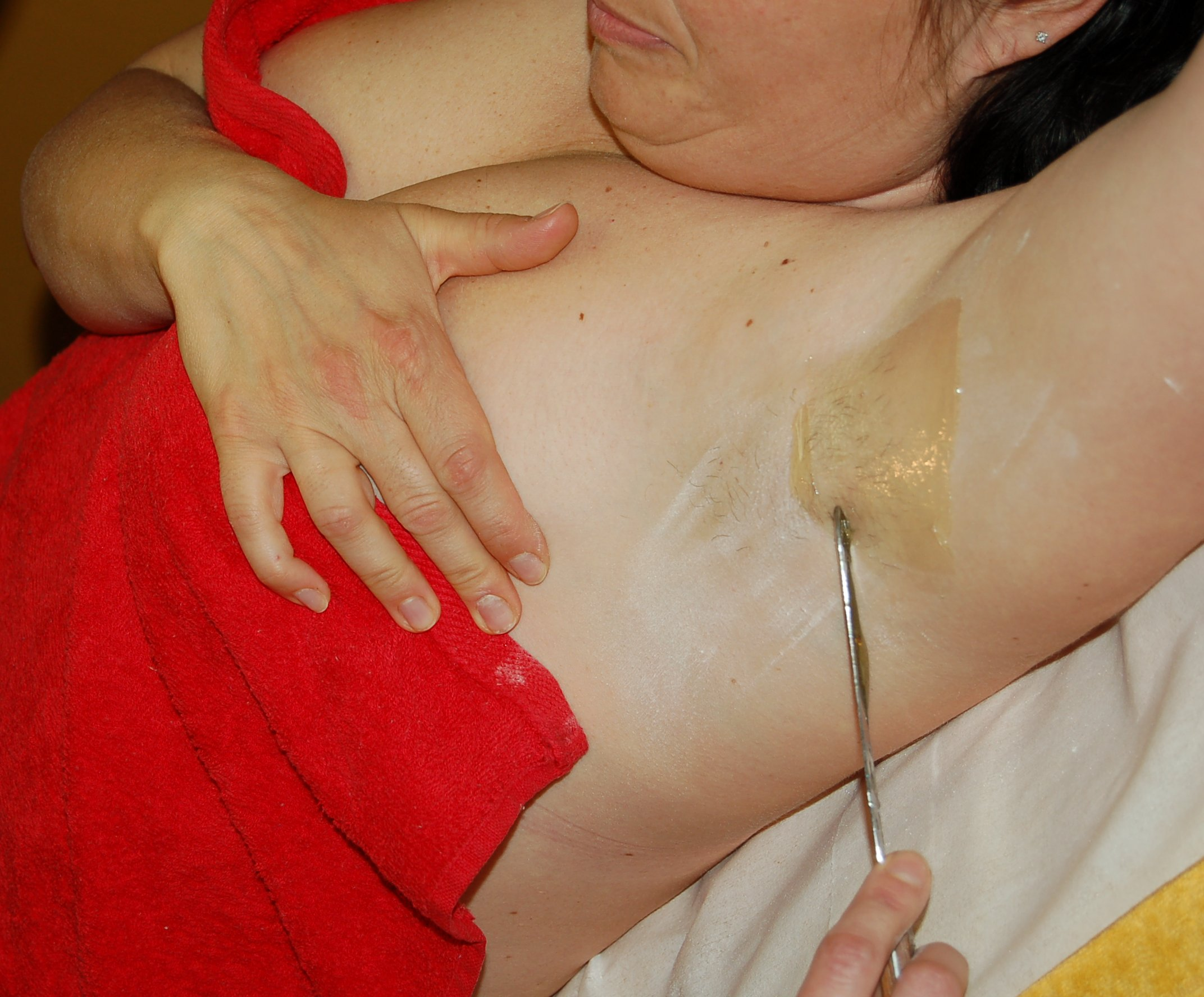
موزدایی مومی زیربغل یک زن.

موزدایی مومی یا وکسینگ (انگلیسی: Waxing) یک فرایند موزدایی از ریشه با استفاده پوششی از یک ماده چسبنده مانند موم برای چسبیدن به موهای بدن و سپس برداشتن این پوشش و کندن مو از فولیکول است. موهای جدید به مدت چهار تا شش هفته در ناحیه ای که قبلا موزدایی شده است رشد نمی‌کنند، اگرچه برخی از افراد به دلیل اینکه برخی از موهایشان در چرخه رشد موی متفاوتی قرار دارد، تنها در عرض یک هفته، شاهد رشد مجدد خواهند بود. تقریباً هر ناحیه ای از بدن را می‌توان اپیلاسیون کرد، از جمله ابروها، صورت، موهای ناحیه تناسلی (به نام موزدایی بیکینی یا موزدایی صمیمی)، پاها، بازوها، پشت، شکم، سینه، بند انگشتان دست و پا. انواع مختلفی از موزدایی مناسب برای از بین بردن موهای زائد وجود دارد.

## گونه‌ها

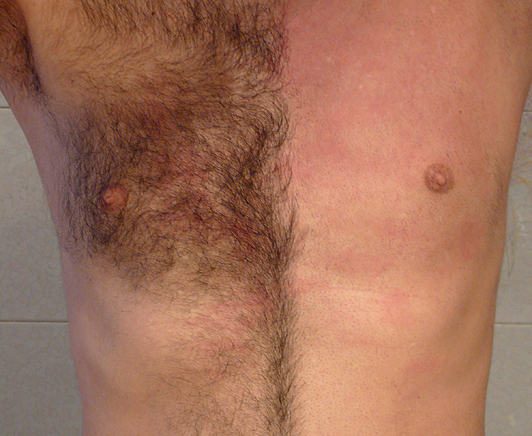
قفسه سینه یک مرد، قبل و بعد از اپیلاسیون.

موزدایی نواری (موم نرم) با پخش کردن یک موم به صورت نازک روی پوست انجام می‌شود. یک نوار پارچه‌ای یا کاغذی اعمال می‌شود و محکم فشرده می‌شود، نوار به موم و موم به پوست می‌چسبد. سپس نوار به سرعت برخلاف جهت رشد مو، تا حد امکان موازی با پوست برداشته می‌شود تا از آسیب به پوست جلوگیری شود. این کار موم را همراه با مو برمی‌دارد. انواع مختلفی از موزدایی نواری یا موزدایی نرم وجود دارد: نوارهای گرم شده، سرد یا از پیش ساخته شده. برخلاف موزدایی سرد، موم گرم شده به راحتی روی پوست پخش می‌شود. موم موزدایی سرد ضخیم‌تر است که باعث می‌شود پخش شدن آن بر روی پوست سخت‌تر شود. نوارهای از پیش ساخته شده همراه با موم روی آنها هستند و در اندازه‌های مختلف برای استفاده در مناطق مختلف وجود دارند.
موم بدون نوار (برخلاف موم نواری) شامل موم سخت و موم فیلم است. موم سخت تا حدودی ضخیم و بدون نوار پارچه ای یا کاغذی اعمال می‌شود. موم فیلم به همین ترتیب است اما در یک لایه نازک پخش می‌شود. پس از سرد شدن، موم سفت می‌شود، بنابراین به آسانی توسط درمانگر بدون استفاده از پارچه‌ها یا نوارها برداشته می‌شود. این روش موزدایی برای افرادی که پوست حساسی دارند بسیار مفید است. موم سخت/موم فیلم/موم غیر نواری به اندازه موم نواری به پوست نمی‌چسبد، بنابراین برای پوست‌های حساس گزینه خوبی است زیرا موهای نازک راحت‌تر از بین می‌روند. روش موزدایی بدون نوار (موم سخت، موم فیلم) درد کمتری دارد.

## موارد منع مصرف
عوامل زیر برای افرادی که هنگام موزدایی مستعد «کشیده شدن پوست» می‌شوند (جایی که لایه بالایی پوست در طول موزدایی پاره می‌شود) آسیب زا شناخته شده است:
- مصرف داروهای رقیق کننده خون؛
- مصرف دارو برای بیماری‌های خود ایمنی، از جمله لوپوس؛
- مصرف پردنیزون یا استروئیدها؛
- مصرف رتینوئید، از جمله رتینول‌های بدون نسخه و ترتینوئین قوی
- پسوریازیس، اگزما یا سایر بیماری‌های مزمن پوستی؛
- آفتاب سوختگی اخیر؛
- جراحی زیبایی یا ترمیمی اخیر؛
- لیزر درمانی اخیر پوست؛
- رگهای واریسی شدید پا؛
- آکنه روزاسه یا پوست بسیار حساس؛
- سابقه تاول‌های ناشی از تب یا تبخال (موزدایی می‌تواند باعث شعله‌ور شدن بیماری شود).
- استفاده از تروینو، تازاروتین، یا هر عامل لایه بردار دیگر.
- لایه برداری جراحی، میکرو درم ابریژن یا لایه برداری شیمیایی اخیر با استفاده از گلیکولیک، آلفا هیدروکسی، اسید سالیسیلیک یا سایر محصولات مبتنی بر اسید.

موزدایی مومی در مقایسه با سایر اشکال از بین بردن موهای زائد مزایای زیادی دارد. این یک روش مؤثر برای از بین بردن مقدار زیادی از مو در یک زمان است، مو زدایی مومی یک روش با فواید طولانی مدت است، زیرا موهای ناحیه موم شده بین دو تا هشت هفته دوباره رشد نمی‌کنند. هنگامی که موها تراشیده شده یا با کرم موبر از بین می‌روند، موها به جای ریشه مو از روی سطح برداشته می‌شوند که باعث می‌شود در عرض چند روز دوباره در سطح پوست ظاهر شوند و از یک ریشه خشن رشد کنند. مناطقی که به‌طور مکرر در مدت زمان طولانی موزدایی مومی شوند، اغلب رشد مجدد نرم‌تر را از خود نشان می‌دهند.
موزدایی مومی معایب زیادی نیز دارد. هنگامی که نوار از روی پوست برداشته می‌شود، موزدایی می‌تواند دردناک باشد. اگرچه درد طولانی مدت نیست، اما می‌تواند شدید باشد، به ویژه در مناطق حساس. یکی دیگر از اشکالات این روش هزینه آن است چون معمولاً توسط یک متخصص زیبایی دارای مجوز انجام می‌شود و در برخی موارد بسته به منطقه موزدایی و تعداد جلسات مورد نیاز می‌تواند هزینه بالایی داشته باشد. لوازم موزدایی مومی وجود دارد که خود شخص انجام دهد، اما ممکن است استفاده از آنها روی برخی از نواحی بدن دشوار باشد.
یکی دیگر از اشکالات موزدایی مومی این است که برخی از افراد موهای نهفته، برآمدگی‌های قرمز و خونریزی جزئی را تجربه می‌کنند. این امر بیشتر در هنگام موزدایی نواحی با موهای ضخیم رخ می‌دهد، به خصوص در چند بار اول که فولیکول‌ها قوی تر هستند.